# Timorkoekoeksduif
De timorkoekoeksduif (voorheen: grote koekoeksduif, Macropygia magna) is een vogel uit de familie Columbidae (duiven). De tanimbarkoekoeksduif (M. timorlaoensis) werd vroeger als een ondersoort van deze soort beschouwd.

## Verspreiding en leefgebied
Deze soort komt voor op Timor en Wetar  (oostelijke Kleine Soenda-eilanden).